# Chromatisch-konfokale Abstandsmessung

Die spektralen Anteile des Lichtes fokussieren in unterschiedlichen Entfernungen

Die chromatisch-konfokale Abstandsmessung verwendet die Dispersion von weißem Licht in einer Fokussierlinse um den Abstand einer reflektierenden Oberfläche zum Sensor zu bestimmen. Sie macht sich also die chromatische Aberration zu Nutze.

## Prinzip
Eine weiße Punktlichtquelle, realisiert durch eine sehr kleine Lochblende von nur wenigen Mikrometer Durchmesser, wird mit einer nicht farbkorrigierten – also dispersiven – Linse auf das Objekt fokussiert. Durch die Dispersion werden die blauen Lichtanteile näher an der Linse fokussiert und die roten weiter weg. Das reflektierte Licht wird über die gleiche Linse wieder abgebildet und mit einem Strahlteiler vom Beleuchtungsstrahlengang ausgekoppelt und auf eine baugleiche Lochblende wie auf der Beleuchtungsseite abgebildet. Nach dem gleichen Prinzip wie beim Konfokalmikroskop wird dadurch das Licht ausgeblendet, das nicht aus der Objektebene kommt. Ein Spektrometer hinter der Lochblende bestimmt dann die dominante Wellenlänge des reflektierten Lichtes. Aus dem Wissen über die Fokusweiten der einzelnen Wellenlängen kann aus der dominanten Wellenlänge direkt der Objektabstand bestimmt werden.

## Eigenschaften der technischen Umsetzung
Vorteil des Verfahrens gegenüber der Konfokalmikroskopie ist das Fehlen von bewegten Komponenten. Auch kann der Tiefenmessbereich im Gegensatz zur Konfokalmikroskopie weitgehend unabhängig vom Arbeitsabstand eingestellt werden.
Nachteilig ist der Einsatz von breitbandigem Weißlicht hoher Intensität und gleichmäßiger spektraler Verteilung. Das schließt bisher (2010) die Verwendung preiswerter, energiesparender und kleiner LEDs als Lichtquelle aus. Dadurch, dass nur Licht einer Wellenlänge auf den Sensor gelangt, ist die Signalintensität im Vergleich zum Konfokalmikroskop sehr gering. Das Signal muss daher mit entsprechend aufwendiger Technik ausgewertet werden.